# Tysklands demografi
Tysklands demografi övervakas av myndigheten Statistisches Bundesamt. Tysklands befolkning var 83 121 363 den 31 mars 2021, vilket gör landet till det näst folkrikaste landet i Europa efter Ryssland, liksom det 19:e mest folkrika landet i världen. Den summerade fruktsamheten var 1,53 barn per kvinna år 2020, vilket är långt under ersättningsnivån på 2,1 barn per kvinna.

## Etnicitet

Tyskar utan utländsk bakgrund.

### Utrikes födda
| #  | Land                    | Antal (2021) |
| -- | ----------------------- | ------------ |
| 1  | Turkiet                 | 1 458 360    |
| 2  | Poland                  | 870 995      |
| 3  | Syria                   | 867 585      |
| 4  | Rumänien                | 844 535      |
| 5  | Italien                 | 646 845      |
| 6  | Kroatien                | 434 610      |
| 7  | Bulgarien               | 410 885      |
| 8  | Grekland                | 362 565      |
| 9  | Afghanistan             | 309 820      |
| 10 | Irak                    | 276 925      |
| 11 | Ryssland                | 268 620      |
| 12 | Kosovo                  | 262 005      |
| 13 | Serbien                 | 239 630      |
| 14 | Bosnien och Hercegovina | 222 065      |
| 15 | Ungern                  | 212 735      |
| 16 | Spanien                 | 187 865      |
| 17 | Österrike               | 186,695      |
| 18 | Indien                  | 171 895      |
| 19 | Ukraina                 | 155 310      |
| 20 | Netherlands             | 150 435      |
| 21 | Kina                    | 146 450      |
| 22 | France                  | 140 495      |
| 23 | Portugal                | 138 730      |
| 24 | Nordmakedonien          | 132 435      |
| 25 | Iran                    | 129 105      |
| 26 | USA                     | 119 255      |
| 27 | Vietnam                 | 110 515      |
| 28 | Albanien                | 90 360       |
| 29 | Marocko                 | 85 805       |
| 30 | Storbritannien          | 84 945       |
| 31 | Eritrea                 | 78 740       |